# 奧地利學派
奧地利學派（英語：Austrian School，或译奥地利经济学派）是一種源自19世纪末奧地利维也纳大学经济学系的經濟學思想流派，1930年代后扩展至美國及其他地区。1970年代，奥地利学派重新引起关注，尤其是在哈耶克荣获1974年诺贝尔经济学奖之后。
奧地利學派的研究方式和英國古典經濟學相似，因而其理论研究方法可視為延續了15世紀以來的經濟思想传统，受到大卫·休谟、亚当·斯密、李嘉图、巴斯夏等經濟學家的影响。奧地利學派主张，经济理论应当完全来源于人类行为的基本原则，这一理论框架被称为“人類行為學”（praxeology），构成了奥地利学派研究的核心，学派通过这一方法探索适用于所有人类的普遍经济规律，同时能够分析特定历史时期的经济现象。
奥地利学派早期的理论贡献包括主觀價值理論、价格理论中的边际主义以及经济计算问题的提出。该学派的代表人物包括卡爾·門格爾、歐根·博姆-巴維克、弗里德里克·哈耶克、路德維希·馮·米塞斯、穆瑞·羅斯巴德和漢斯-赫爾曼·霍普等人。奧地利學派的一个显著特点是堅持方法論的个人主義。奧地利學派的研究方法论偏向亞里斯多德派的邏輯實證主義，这与当代新古典主義所採用的柏拉图主义理性主義不同，与德國經濟歷史學派奉行的历史主义相对立。奧地利學派的理論往往具有较强的爭議性，它與主流的新古典主義理論截然不同，并且根本上反對凱恩斯主义理論及其政策。奧地利學派強調經濟过程中的生產階段，質疑新古典主義經濟學的基础方法論。
由於奧地利學派主張减少政府干预、保護私人財產并捍衛個人自由，其思想常被主張自由放任的自由主義、自由意志主義及客觀主義的群体所引用。然而，这些群体对于奧地利學派的理解並不完全相同。例如，艾茵·蘭德与米塞斯存在思想上的競爭，客觀主義者對奧地利學派中的無政府資本主義理念亦持谨慎态度。

## 歷史
古典經濟學專注的主要是價值的交換理論，在19世紀後期也開始專注「邊緣的」成本和價值概念（參見边际主义）。卡爾·門格爾在1871年所出版的《经济学原理》一書成為醞釀新古典主义经济学的重要作品之一。在边际主义有著極大影響力的同時，也出現了一種特別集中於門格爾的思想發展的學派，被稱為「維也納學派」或「奧地利學派」。雖然一些早期的奧地利學派成員如歐根·博姆-巴維克也擔心毫無約束的自由競爭會導致「無政府的生產和消費」，但奧地利學派在弗里德里克·哈耶克等人的著作下，開始與激進自由放任的觀點相連結，並且使得自由放任的思想在1980年代重新復甦。

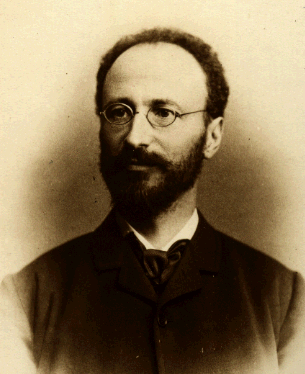
歐根·博姆-巴維克

奧地利學派起源於維也納，而學派的名稱則起源於奧地利經濟學家與德國的經濟歷史學派的辯論，在辯論中奧地利人主張古典經濟學著重於邏輯高於觀察，而德國人則嘲笑他們為「奧地利學派」以突顯他們遠離了德國的主流思想，並且也是嘲笑他們的思想僅屬於地區省份的層次（當時普鲁士统一了除了奥地利之外德语地区，成立了德意志帝国，所以视奥地利为一个分离的地区省份。）。
門格爾的著作被歐根·博姆-巴維克等人所追隨。當奧地利的經濟學家們以經濟計算問題針對社會主義的經濟理論進行批評時，他們逐漸發展為一個獨立的學派，由路德維希·馮·米塞斯和弗里德里克·哈耶克代表了奧地利人的位置，他們主張如果沒有貨幣價格或私人財產的存在，正確的經濟計算是不可能達成的。奧地利學派成為了第一批有系統的挑戰馬克思主義學派的自由主義經濟學家。這有一部分也是源自於奧地利經濟學家對於德國經濟歷史學派的黑格尔理論的反駁。雖然許多馬克思主義者試圖將奧地利學派形容為「資產階級」對於馬克思理論的反動，但這種說法是極具爭議性的，因為門格爾寫下《经济学原理》一書的時間幾乎就和馬克思完成资本论一書的時間一致。奧地利學派是第一個敢於直接對抗馬克思主義的經濟學派，兩種學派也都聚焦於貨幣、資本、商業週期、和經濟過程等議題。歐根·博姆-巴維克在1880年代和1890年代寫下了大量批判馬克思的著作，而幾名突出的馬克思主義者也在1905年-1906年之間參加了巴維克主持的大學研討班。相較之下，古典經濟學家很少對於這些議題感興趣，而且之中許多人對於馬克思的理論也不熟悉，要直到進入20世紀才開始轉變。
在阿道夫·希特勒掌權後，奧地利學派便不再聚集於奧地利了。在第二次世界大戰後奧地利學派被大多數經濟學家所否定，主要是因為奧地利學派反對以觀察的方式研究。它的名聲藉由弗里德里克·哈耶克等人逐漸提升—尤其是在哈耶克贏得诺贝尔经济学奖後。不過，奧地利學派依然屬於少數派的立場。
奧地利學派可以被分為兩種走向，一種是以哈耶克為主，在懷疑許多新古典主義概念的同時，卻也會接受新古典主義的經濟公式。另一種則是以路德維希·馮·米塞斯為主，試圖尋找不同的經濟公式。奧地利學派與新古典主義理論的主要差異是在於消費需求低落的可能性上，新古典主義認為這是可能發生的，而米塞斯則認為這「在實踐上不可能觀察到」，米塞斯和其學生主張功利的作用是序数的—而非基数，換句話說，一個人只有可能對他的需求進行先後的順序排列，而不可能測量這些需求的數字大小。最後，米塞斯的理論和其他奧地利學派在風險評估的方式上也有些許不同。
另一個經常被忽略的部分是奧地利學派對於凱恩斯宏觀經濟學的影響。當倫敦政治經濟學院邀請哈耶克和其他「歐洲大陸」的經濟學家前去授課時，他們的英國學生都「逃走了」，拒絕加入奧地利學派的行列。但他們的許多概念，尤其是在資本的價值和其重要性上，最後影響了許多凱恩斯經濟學家如约翰·希克斯等人的著作。美国联邦储备系统的前任局長阿伦·格林斯潘在2000年談及奧地利學派時如此說道：「奧地利學派的影響相當深遠，他們的大多數理論都被實踐了且產生深切的影響，而在我看來，他們或許對於這個國家（美國）的主流經濟思想有著不可逆轉的影響。」格林斯潘也稱他曾經參加過路德維希·馮·米塞斯主持的研討班。

## 分析框架
奧地利學派反對以觀察的方式來研究經濟學，主張觀察法只能在一些可控制實驗要素（如隔離的實驗室）的自然科學領域才能適用，這是無法適用於複雜萬分的人類行為的。相反的應該以隔離人類行動的邏輯過程的方式來研究—也稱作人類行為學。路德維希·馮·米塞斯便常被誤以為是創造「人類行為學」一詞的人。
奧地利學派認為企业家精神是發展經濟的主導力量，主張私人財產是為了有效運用資源所不可或缺的，並主張政府對於市場過程的干預將會導致不良後果。
如同新古典主義經濟學，奧地利學派否定有關生產成本的理論—亦即被稱為劳动价值的理論。相反的他們認為價值是由個人的主觀偏好所決定的，這項由門格爾在1世紀前提出的心理學觀點也象徵了奧地利學派的成立。奧地利學派認為供给和需求是取決於個人的各種決定，亦即方法論的個人主義的原則，強調經濟的決定是由個人而非集體所達成的，同時也包括边际主义的理論，以此來比較成本和利潤的增長改變。
當代的新奧地利學派經濟學家則更徹底的採納了經濟上的主觀論，並反對許多新古典主義的公式。舉例而言，新古典主義將經濟公式化為一個平衡的系統，亦即供給和需求是互相平衡的，而奧地利學派則強調經濟的活動性質、和其不斷違反平衡的本質。
奧地利學派的核心理論可以總結為邊際主義經濟的主觀論方式，並專注於與觀察法完全相反的理論。奧地利學派完全專注於產品的机会成本上，反對平衡成本的不利或無用之處。奧地利學派宣稱每個人在互相自願的交換貿易下能達成更好的結果。
對於機會成本的重視與他們對於金錢的時間價值的解釋之間有著密切的關係：由於產品會因為短缺而在未來和現今受到限制，在投資和時間之間的密切關係也必然存在。替明年生產產品的價值就和明年產品的價值相等。這表示了商業週期是由經濟體系裡的錯誤協調所主導的，並非是因為商業刺激的情報錯誤所造成，而是因為在一個經濟體系裡的人們由於貨幣的誤導而作了錯誤的時機決定。這表示了，要避免經濟不平衡的正確方式應該是讓人們購買正確的產品，而不是控制人們購買產品的時間點。

## 貢獻
一些奧地利學派經濟學家的貢獻包括：
- 有關產品分配的理論，主張價格是由消費者對於產品的「排序」所決定的，而消費者排序最高的產品便會被加以生產。
- 強調研究「選擇」的重要性，認為研究「時間」是不可靠的。

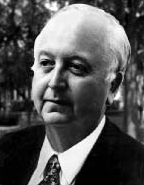
喬治·瑞斯曼

- 在根本上反對以數學方式來研究經濟學，認為應該探索的是經濟的本質而非特定數量的經濟數字。這被視為是‘革命’性的理論，這種方式顛覆了以均衡和完全竞争為研究方式的主流新古典主義經濟學。
- 歐根·博姆-巴維克根據馬克思的轉形問題（Transformation problem）理論反過來質疑馬克思的劳动价值理論站不住腳。奧地利學派也認為資本家並不會剝削勞工，相反的，他們認為資本家給予勞工的薪資是高於勞工在生產過程中的勞動價值的。
- 歐根·博姆-巴維克的資本理論，主張資本密集度是和生產過程中的迂迴效果（Roundaboutness）相等的。
- 歐根·博姆-巴維克證明了边际效用的法則，如同門格爾所公式化的一般，這必然等同了古典經濟學的成本法則。這個法則後來由路德維希·馮·米塞斯的一名學生喬治·瑞斯曼發展健全。
- 強調價值上的机会成本和保留需求，拒絕將供給視為是影響價值的獨立因素之一。
- 馮·米塞斯和哈耶克對於商業週期的理論，認為經濟上的蕭條是由跨期決策（intertemporal）的生產結構—亦即政府的货币政策所設定的利率所造成的，因為這種結構違反了個人選擇的時間偏好。
- 哈耶克的跨期決策平衡（Intertemporal equilibrium）概念（约翰·希克斯將這個理論用在他所著的Value and Capital一書中，這本書大幅影響了二戰後的新古典主義經濟學發展）
- 馮·米塞斯和哈耶克將價格視為是達成市場上的分散性知識（Dispersed knowledge）的媒介。
- 針對利率的時間偏好理論（time preference theory），以跨期選擇（Intertemporal choice）理論來解釋借方和貸方的時間選擇—而不是付給生产要素的價格[8][9]。
- 強調在進行經濟決策上的不確定性，而非依賴於某個宣稱掌握了所有可能情況的「经济人」或理性的決策者。事實上，完美的知識是不可能存在的，這意味著所有的經濟行動都存在著風險。
- 奧地利學派與馬克思學派之間的經濟計算理論之爭，奧地利學派認為馬克思學派是錯誤的，因為如果沒有貨幣的存在便不可能正確的計算生產中的機會成本，同樣的社會主義也不可能達成資本主義裡的計算準確性。

## 批評

### 意识形态
科里·羅賓认为，奥地利学派的著名人物，其价值观很可能来自尼采。此外，雷蒙·阿隆认为奥地利学派过于偏激，他称奥地利经济学派为“反过来的马克思主义”。

### 一般性批評
很多學者質疑奧地利學派經濟學家拒絕使用新古典主義經濟學數學與統計學的方法論。
經濟學家布賴恩·卡普蘭認為，奧地利學派經濟學家時常誤解了現代經濟學，以致過度地強調了他們與主流經濟學的差別。例如，很多奧派經濟學家認為主流經濟學家輕率地使用了基數效用（cardinal utility），而只有使用序數效用（ordinal utility）才能正確理解經濟學；然而微觀經濟學理論家，如阿羅、德布魯，發展了效用函數理論，認為某一效用函数是被某一单调变换所唯一定义的，也因此也可視「效用函數」方法是建立在完全的序數效用之上。
擁護無政府資本主義的經濟學家布莱恩·卡普兰在〈我為甚麼不是奧地利派人士〉一文中抨擊了奧地利派所持有的不少觀點。

## 主要的學派成員
| - 瓦特·布拉克 - 彼得·柏特克（Peter Boettke） - 歐根·博姆-巴維克 - 金·卡拉翰（Gene Callahan） - 湯瑪斯·迪洛倫佐 - 理查·埃布林（Richard Ebeling） - 法蘭克·菲特 - 弗里德里克·哈耶克 - 亨利·赫茲利特 - 張維迎 |  | - 戈特弗里德·哈伯勒（Gottfried Haberler） - 漢斯-赫爾曼·霍普 - 威廉·哈羅德·赫特（William Harold Hutt） - 伊斯雷爾·柯茲納 - 路德維希·拉赫曼 - 唐·拉夫爾（Don Lavoie） - 路德維希·馮·米塞斯 - 奥斯卡·摩根斯特恩 |  | - 弗里茨·馬克魯普 - 卡爾·門格爾 - 拉斐·萊科（Ralph Raico） - 喬治·瑞斯曼 - 穆瑞·羅斯巴德 - 約瑟夫·薩萊諾（Joseph Salerno） - 韋爾塔·索托 - 弗里德里克·馮·維塞爾 |

值得注意的是，與奧地利學派相連結的經濟學家經常被直接稱為「奧地利的」（英語：Austrian），但事實上他們並非都是來自奧地利，而來自奧地利的經濟學家也不一定就是屬於奧地利學派。

## 其他相關的經濟學家
- 薩拉曼卡學派 - 文藝復興時代的先驅
- 法国自由学派（弗雷德里克·巴斯夏等） - 奧地利經濟學派的19世纪先驅
- 瓦尔拉斯
- 约瑟夫·熊彼特

## 外部連結
- 什麼是奧地利學派經濟? （页面存档备份，存于） 路德維希·馮·米塞斯研究所對於奧地利學派的定義.
- 米塞斯協會 - 大量的線上書籍, 錄影帶/錄音帶（页面存档备份，存于）
- Society for the Development of Austrian Economics （页面存档备份，存于） 奧地利學派經濟學家最大的組織

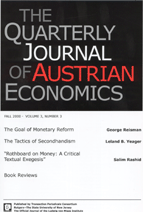
奧地利經濟學季刊

- Austrian School on newschool.edu – 與其他學派的比較
- The Austrian Economists by Eugen von Böhm-Bawerk 1891
- A Great Revolution in Economics - Vienna 1871 and after （页面存档备份，存于） 由Houmanidis和Leen
- 奧地利經濟論壇 （页面存档备份，存于） 對於奧地利學派和自由意志主義的討論
- The Mont Pelerin Society
- Austrian School Economists  從Mark Valenti的頁面
- The Origins of the Austrian School of Economics by John Moser
- Austrian School（页面存档备份，存于） Directory of links from the Open Source Directory
- Austrian Economics Forum （页面存档备份，存于） 討論奧地利經濟理論的論壇
- The Austrian Economists（页面存档备份，存于）
- Austrian Addiction （页面存档备份，存于）
- The Official Site of the International Conference on Austrian School of Economics to be held in Argentina from Sept 28th to 30th （页面存档备份，存于）